# Scomberomorus cavalla
Scomberomorus cavalla ist ein Meeresfisch aus der Familie der Makrelen und Thunfische, der an der westlichen Atlantikküste von Nova Scotia bis Salvador da Bahia und in der Karibik vorkommt. Er wird kommerziell befischt und ist auch als Sportfisch bekannt.

## Beschreibung
Das Tier erreicht eine Maximallänge von 184 Zentimetern. Die erste Rückenflosse besteht für gewöhnlich aus 15 Hartstrahlen, die zweite Rückenflosse aus 15 bis 18 Weichstrahlen. Die Afterflosse besteht aus 16 bis 20 Weichstrahlen. Auf der Oberseite des Schwanzstieles befinden sich normalerweise neun Flössel, auf der Unterseite acht. Die große Schwanzflosse ist tief gespalten. Die Brustflossen haben jeweils 21 bis 23 Weichstrahlen. Die Bauchflossen sind sehr klein und brustständig.
Die Flanken sind silbern. Juvenile Exemplare weisen bronzene Flecken an den Flanken auf. Eine Schwimmblase ist nicht vorhanden. Die Seitenlinie verläuft zunächst deutlich oberhalb der Körpermitte, am Ansatz der zweiten Rückenflosse knickt sie nach unten ab und verläuft dann auf der Körpermitte weiter.

## Lebensraum und Biologie
Scomberomorus cavalla ist ein ozeanodromer Gruppenfisch. Er lebt in flachem Wasser (5 bis 15 Meter), kommt selten aber auch in Tiefen von bis zu 140 Metern vor. Der Raubfisch ernährt sich vorwiegend von Fisch, ferner auch von Krebstieren und Kopffüßern.